# 九数
九数是春秋战国时代形成数学的九个分支：
郑玄引《周礼注》：“九数：方田、粟米、差分、少广、商功、均输、方程、盈不足、旁要。”
1. 方田：田地测算。
2. 粟米：粮食换算比率。
3. 差分：赋税的分配。
4. 少广：田亩面积和长阔。
5. 商功：工程土方估计。
6. 均输：运输费用的分配。
7. 方程：即方程式。
8. 盈不足：計算盈虧。
9. 旁要：即勾股定理。

《算数书》
《算数书》已经具备九数的雏形，有方田术，差分术，少广术，盈不足术和勾股术等